# Florentius
Florentius is een Nederlandse voornaam die voornamelijk aan jongens wordt gegeven. De naam stamt af van het Latijnse woord Florens en betekent 'bloeiend'. Varianten van Florentius zijn Floris en Flora.
De naam is door de adel overgenomen vanuit de Franse en Hoogduitse taalgebieden. In de middeleeuwen was de naam Florentius populair in Holland. Tijdens de renaissance werd Florentius weer veelvuldig gebruikt in Frankrijk, van waaruit de naam terecht kwam in Schotland.

## Bekende naamdragers
- Florentius van Orange, bisschop van Orange, 5e/6e eeuw.
- Floris II van Holland (1084-1121), graaf van Holland die in geschriften 'Florentius comes de Hollant' werd genoemd.
- Florentius van Worcester, Engelse monnik en kroniekschrijver uit de 12e eeuw.
- Florentius Schoonhoven, Nederlands dichter en jurist uit de 17e eeuw.
- Florentius Cornelis Kist (1796-1863), Nederlands arts en componist uit de 19e eeuw.
- Florentius Antonius Ingen Housz, Nederlands arts uit de 19e eeuw.